# Metallurgische Forschungsgesellschaft
La Metallurgische Forschungsgesellschaft m.b.H ("Società per la ricerca in campo metallurgico", ME.FO.) era una società fittizia del Terzo Reich, creata per finanziare il riarmo bellico tedesco, aggirando il Trattato di Versailles.. Lo scopo di questa società pseudoprivata era appunto quella di finanziare segretamente il riarmo tedesco quale strumento per il rapido riassorbimento dell'ingente massa di disoccupati (tra i 6 ed i 7 milioni di lavoratori) senza destare sospetti negl'ispettori franco - britannici che regolarmente monitoravano il rispetto rigoroso delle clausole di pace imposte alla Germania, al contempo senza generare l'iperinflazione che, tra il 1922 ed il 1923 polverizzò i risparmi della classe media, essendo completamente al di fuori del bilancio pubblico.

## Storia
Ideata dall'economista e ministro dell'economia nazionalsocialista Hjalmar Schacht, la MEFO era una società di facciata usata come copertura per gli acquisti da quattro produttori di armamenti tedeschi: Krupp, Siemens, Gutehoffnungshütte e Rheinmetall.
La società agiva utilizzando la cosiddetta "moneta fiscale", dove, con tale termine ha d'intendersi l'utilizzo di debiti del governo come mezzo di pagamento tra privati. È molto importante sottolineare come la sostenibilità economica di queste pratiche sia molto precaria e difficilmente sostenibile, essendo inquadrabili in un vero e proprio schema truffaldino noto come "Schema Ponzi" , se non in un contesto di governo autoritario, quale appunto era la Germania nazista. In questo modo, la voce relativa al riarmo bellico passò dall'1% del PIL tedesco, all'avvento al potere di Hitler, nel 1933, ad oltre il 20 % nel 1938.
Piuttosto che spendere i soldi dei contribuenti e prendere in prestito ingenti somme di denaro che il governo tedesco non poteva sostenere, essendo le riserve auree dello Stato quasi completamente depauperate, la gerarchia nazista usò i suoi stretti legami politici con i leader industriali tedeschi per fondare la Metallurgische Forschungsgesellschaft nel 1934. Questa società di comodo esisteva ufficialmente al di fuori del governo tedesco e non svolgeva alcuna attività reale. Piuttosto che esistere per fornire beni o servizi, l'unico scopo della società era quello di fungere da veicolo per lo scambio delle sue fatture MEFO dal governo alle aziende come pagamento per gli armamenti consegnati. Il tutto, garantiva, cosa non indifferente, la segretezza a livello internazionale della pratica, il che non si sarebbe potuto ottenere mediante il prestito pubblico, tradizionale fonte di finanziamento delle nazioni.
Non solo questa società ha permesso al governo di eludere i vincoli dei propri tassi di interesse legali sui prestiti, fornendo al governo la possibilità di contrarre debiti con aziende a tassi di interesse più bassi pagando con le fatture MEFO, ma ha anche permesso che il riarmo continuasse di nascosto.
Le quattro società misero insieme un capitale di oltre 1 miliardo di Reichsmark (equivalenti a 5 miliardi di euro nel 2021) che il governo nazionalsocialista accettò di rimborsare con cambiali quinquennali note come cambiali MEFO. Questi titoli di debito, ad esclusivo uso interno e non reperibili sul mercato internazionale, erano emessi a cadenza trimestrale e rimborsabili a cinque anni oppure rinnovabili per un egual periodo e fruttavano oltre il 4%, ragion per cui, difficilmente gli industriali che le ricevevano in pagamento erano solerti a portarle all'incasso, preferendo, al cotempo, accumularle. Al Processo di Norimberga, Schacht non esitò a definirle "un assegno in bianco, ma non coperto, un ingegnoso metodo di truccare il bilancio statale, ma potenzialmente in grado di condurre la nazione nel baratro della bancarotta".
Sulla carta la MEFO agiva come un'impresa privata e non aveva alcun legame col governo nazionalsocialista, ma in pratica, l'unico azionista della società era la banca nazionale stessa, la Reichsbank, statalizzata mesi prima. Nel periodo 1934-1938 vennero emesse cambiali MEFO per un totale di 12 miliardi di Reichsmark. Quattro dei principali produttori tedeschi di armamenti - Krupp, Rheinmetall, Siemens e Gutehoffnungskatte - vennero persuasi ad emettere il capitale azionario di 1 milione di RM. Il governo non era apertamente coinvolto in alcun modo; sulla carta, la società era interamente una società privata. In realtà, essa aveva due direttori, uno nominato dal Ministero della Difesa del Reich e l'altro dalla Reichsbank. Quindi, il governo tedesco era azionista di maggioranza ed unico proprietario.
Tale artificio contabile permise al regime nazionalsocialista di eludere le limitazioni poste dal Trattato di Versailles e finanziare la produzione bellica e lo sviluppo economico. Queste obbligazioni erano, infatti, totalmente garantite dallo Stato, accettate dalla Reichsbank per risconto e funzionavano come segue: 1) il tesoro pagava le forniture dell’esercito con obbligazioni MeFo; 2) i fornitori potevano scontare (i.e. vendere a sconto) le obbligazioni presso le banche commerciali; 3) le banche commerciali potevano riscontarle presso la Reichsbank. In questo modo la banca centrale tedesca sostenne l’emissione di grandi quantità di debito pubblico non contabilizzato. L’ammontare di obbligazioni MeFo in circolazione era un segreto di Stato e l’uso limitato al pagamento di forniture unicamente militari. In questo modo lo Stato tedesco creava una contabilità separata per il riarmo, confondeva gli stati esteri e teneva traccia della partecipazione del sistema bancario allo sforzo militare. La contropartita era che, la Germania, avrebbe - presto o tardi - dovuto scatenare una guerra al fine di non dover accumulare armamenti in eterno, ripagare gli industriali possessori dei titoli, estinguere il debito rappresentato da questi titoli - fantasma, il che puntualmente avvenne. Schacht, al processo di Norimberga, affermò, infatti, che "I lavoratori tedeschi non stavano lavorando per la propria futura pensione, bensì per lo scatenamento d'una guerra d'aggressione, seppur ignari di tutto questo". in sostanza, Schacht ammetteva che questa società di facciata serviva unicamente a riciclare denaro che neppure possedeva, un ingegnoso artificio contabile che sarebbe stato ripagato con le requisizioni forzate operate dall'esercito tedesco nei territori occupati a guerra iniziata. Infatti, in tale occasione venne creata una rivalutazione fittizia della moneta tedesca, detta "Marco d'occupazione" in grado di far acquisire i beni dei popoli vinti a prezzi estremamente vantaggiosi. Ne consegue che gli industriali tedeschi erano fin dall'inizio consapevoli e complici del progetto nazista.
Nel 1932, l'anno prima che Hitler prendesse il potere, il debito nazionale della Germania era di circa 10 miliardi di Reichsmark, mentre nel 1938 è arrivato a 19 miliardi a cui vanno aggiunti 12 miliardi di Reichsmark in banconote MEFO. In altre parole, Hitler e Schacht, triplicarono il debito tedesco della Germania in soli sei anni, ma più della metà dell'aumento era fuori bilancio.
Il quantitativo di titoli MEFO in circolazione venne tenuto segreto, ufficialmente al fine di non generare sospetti o panico nei sottoscrittori, cosa che avrebbe provocato un repentino ricorso di questi ultimi al rimborso, facendo di fatto crollare l'intero edificio creditizio e precipitando, al contempo, la banca centrale nell'insolvenza, ma soprattutto allo scopo di prevenire un intervento militare da parte delle potenze vincitrici della Grande guerra.
Quando le prime cambiali iniziarono a maturare nel gennaio 1939 il loro peso era diventato insostenibile, costringendo il regime nazionalsocialista a stampare più moneta per ripagare i MEFO, alimentando l'inflazione. Il 10 gennaio Schacht si dimise da ministro dell'economia.

## Transazioni
L'emissione dei titoli, all'inizio, fu prevista per un solo semestre, con la facoltà di una proroga di un trimestre o di un quadrimestre. In realtà si prevedeva già nel 1933 di procrastinarne l'emissione all'infinito. Il circolo auto-alimentato su cui si basava l'artificio prevedeva che:
1. Gli industriali (produttori di beni di consumo, di armi, e via discorrendo) ricevessero commesse dal governo per la produzione di beni e/o di servizi;
2. L'importo della commessa fosse espressa sì in Reichsmark, ma fatturata dagli industriali stessi in titoli MEFO, dal momento che questi erano a tutti gli effetti delle cambiali commerciabili sul solo territorio nazionale;
3. I titoli MEFO erano convertibili nella valuta nazionale (il Reichsmark) su richiesta, ma erano altresì voci di bilancio finanziario, un rendiconto annuale, che venivano ripagati in valuta corrente dai lavoratori salariati nell'acquisto dei beni di consumo e dei servizi;
4. I titoli MEFO emessi dagli industriali erano accettati dalla società statale fantasma e "girati" alle banche tedesche (pubbliche e private), che li accumulavano;
5. Le banche dovevano - al termine dei cinque anni dalla data di emissione - presentare i titoli MEFO presso la banca centrale per scontarli ed estinguerli;
6. I titoli MEFO permettevano al governo di emettere "titoli di stato" paralleli per finanziare le spese governative, creando un deficit di bilancio statale assai più vasto di quello che normalmente avviene, tant'è che nel 1939 erano in circolazione 12 milioni di MEFO contro 19 milioni di titoli ordinari di debito pubblico.

Per quanto ricca di materie prime, la Germania non era completamente autosufficiente per rifornire la propria industria produttiva, e l'inconvertibilità del Reichsmark rendeva problematico l'approvvigionamento di gomma e di petrolio in primis. Per non dilapidare le già esigue riserve auree od impegnarle per procacciarsi valuta forte convertibile (principalmente dollari e sterline), Schacht ricorse ad una specie di baratto, in modo da svincolarsi dalla dipendenza del sistema dei cambi internazionali e delle borse valori (specialmente di Londra e di New York): In pratica, i fornitori principali come la Spagna, l'Unione Sovietica e la Turchia, in cambio delle proprie materie prime, ricevevano dei buoni del tesoro spendibili unicamente sul mercato tedesco per acquistare prodotti finiti fabbricati in Germania. Va notato che l'Unione Sovietica e la Germania erano legate da numerose clausole commerciali, anche segrete, contenute nel Trattato di Rapallo (1922), e durante gli stessi anni l'Unione Sovietica aveva dato l'avvio all'industrializzazione pesante voluta da Stalin a tappe forzate. La Turchia, una nazione amica di vecchia data della Germania, ed alleata cobelligerante durante la Grande Guerra, fu rifornita di strade e ferrovie dalle industrie tedesche nel periodo tra il 1880 ed il 1910.
Nel caso della Spagna, invece, venne istituita una doppia società per azioni fantasma a partire dal 1936, con l'intervento della Germania nella Guerra civile spagnola. La ROWAK (Società Tedesca d’Acquisto Materie Prime) acquistava forniture militari tedesche per rivenderle alla gemella HISMA (Compagnia Ispano-Marocchina di Trasporti). Quest'ultima saldava gli ordinativi barattando diritti estrattivi e materie prime spagnole di cui la Germania era bisognosa.